# Siphona arizonica
Siphona arizonica là một loài ruồi trong họ Tachinidae.